# Nuestra Señora de los Dolores (1812)
La goleta Dolores fue un buque de la Armada Argentina partícipe de la Guerra del Independencia. Tras ser capturada a la armada realista, integró la escuadra de las Provincias Unidas del Río de la Plata.

## Historia
La goleta o sumaca Dolores, Nuestra Señora de los Dolores o también conocida como La Jabonera, era un mercante con matrícula de la plaza realista de Montevideo 
En febrero de 1799 su capitán Bartolomé Rosiano informó al virrey Olaguer y Feliú la partida de Río de Janeiro de dos fragatas inglesas destinadas al Río de la Plata.
Incorporada a la pequeña escuadrilla de la Real Armada en el río y armada con dos cañones de a 18 y diez piezas de menor calibre, en noviembre de 1804 había sido utilizada por el piloto Andrés de Oyarvide para explorar la zona de Cabo Corrientes.
Fue capturada durante la invasión inglesa de 1806 y al mando del teniente Herrick fue el único buque que obstaculizó el traslado de las fuerzas que al mando de Santiago de Liniers iniciaban la reconquista, al estar fondeadeada en el canal de acceso a San Isidro. Recuperada la Dolores, se desembarcaron sus piezas de a 18 y se agregaron al parque de artillería de Liniers.
En marzo de 1807 junto con la Nuestra Señora de Belén tuvo un enfrentamiento con dos buques ingleses. Tras la captura de Montevideo por los británicos fue nuevamente capturada en dicho puerto y fue utilizada como buque de apoyo por su escaso calado en el posterior ataque a Buenos Aires.
Producida la Revolución de mayo de 1810 continuó operando como auxiliar de la escuadra realista hasta ser capturada en agosto de 1812 por la batería de Punta Gorda.
Hasta 1814 operó como nave auxiliar de la Capitanía del Puerto de Buenos Aires. El 1 de enero de ese año fue puesta al mando del mayor Ricardo Baxter e incorporada a la segunda escuadra de las Provincias Unidas del Río de la Plata comandada por Guillermo Brown con el numeral 14 para servir en la Campaña Naval de 1814.
Tras la victoria de Martín García del 15 de marzo de 1814, la Dolores se sumó a la escuadra sitiadora de Montevideo como transporte y fue puesta al mando del subteniente Pedro Dautant el 8 de abril de ese año. Tras la caída del bastión realista fue utilizada para transportar al puerto de Buenos Aires parte del parque capturado.
En noviembre de ese año, desmovilizada la escuadra, la Dolores fue en parte desarmada pero conservando sus mandos. En noviembre de 1815 recibió el mando el subteniente Nicolás Jorge, fue rearmada con 8 cañones de a 6 y 7 de a 4 y enviada al frente de las guerras civiles en el litoral del Río Uruguay, donde con base en la ciudad de Paysandú operó contra los aliados del caudillo oriental Gervasio Artigas.
En 1816 fue destinada al Río Paraná para tareas de patrullaje. En noviembre de ese año fue enviada a Montevideo, pero el 17 de noviembre se destrozó en Punta Yeguas, pudiéndose rescatar su artillería, sus anclas y parte del aparejo por la Goleta Fortuna.